# Wen-Tsun Wu
Wen-Tsun Wu (ur. 12 maja 1919 w Szanghaju, zm. 7 maja 2017 w Pekinie) – chiński matematyk, laureat Nagrody Shawa w dziedzinie matematyki z 2006 roku. Specjalizował się w topologii i matematyce komputerowej.

## Życiorys i kariera
W 1940 ukończył studia licencjackie na Szanghajskim Uniwersytecie Jiao Tong. Ze względu na trwającą wojnę nie mógł kontynuować nauki – został nauczycielem matematyki w szkole. W 1946 poznał Shiing-Shen Cherna, który w tym czasie pracował nad utworzeniem Instytutu Matematyki w ramach Academia Sinica. Przyjęto tam Wu, który zdał następnie egzaminy dla osób ubiegających się o stypendium na studia zagraniczne. W 1947 wyjechał do Strasburgu w ramach programu wymiany chińsko-francuskiej. 
W 1949 uzyskał doktorat na Université de Strasbourg I (promotorem jego rozprawy zatytułowanej Sur les classes caractéristiques des structures fibrées sphériques był Charles Ehresmann). Po uzyskaniu doktoratu Wu wyjechał do Paryża, gdzie studiował u Henriego Cartana.
W 1951 wrócił do Chin, gdzie został zatrudniony na Uniwersytecie Pekińskim, a w 1953 przeniósł się do    Chińskiej Akademii Nauk. W tym czasie badał klasyczne problemy topologiczne. Podczas rewolucji kulturalnej Wu został wysłany do pracy w fabryce produkującej komputery. Doprowadziło to do zmiany jego zainteresowań naukowych – zaczął badać możliwość mechanicznego dowodzenia twierdzeń. Opracowana przez niego metoda znana jest jako metoda Wu.
Wypromował 6 doktorów.

## Wyróżnienia
W 1956 Wu został członkiem Chińskiej Akademii Nauk. W 1991 został wybrany do The World Academy of Sciences (TWAS), otrzymując też jej nagrodę matematyczną. W 1997 na Conference on Automated Deduction przyznano mu Herbrand Award.
W 2001 otrzymał od rządu chińskiego inauguracyjną State Supreme Science and Technology Award.
W 2006 otrzymał (razem z Davidem Mumfordem) Nagrodę Shawa za wkład w nową interdyscyplinarną dziedzinę – mechanizację matematyki (mathematics mechanization).
W roku 1986 był prelegentem sekcyjnym na Międzynarodowym Kongresie Matematyków.